# Níkos Gatsos
Níkos Gátsos (Grieks: Νίκος Γκάτσος) (Asea (Arcadia), 1911 - Athene, 1992) was een Grieks dichter en mediafiguur.
Gatsos werd geboren in 1911 in het dorpje Asea in de Griekse nomos Arcadia. Toen hij nog een kind was verhuisde zijn familie naar Athene, en daar bleef hij ook wonen.
Zijn meesterstuk Amorgos, een diepzinnig, mysterieus en betoverend gedicht (genoemd naar een Grieks eiland dat hij zelf nooit bezocht!) is het enige werk waarop zijn reputatie gebaseerd is en kwam tot stand tijdens de bezetting door de nazi's. Het is een uniek mengsel van surrealisme, symbolisme en volkslied, een jubelzang van verlies en hoop, soms feestelijk, soms bitter van toon. Het lange gedicht werd erg bewonderd door Elytis en Seferis, en beïnvloedde op ongemene wijze de naoorlogse generatie van Griekse dichters.
Na de publicatie in 1943 verliet Gatsos echter het pad van de "hogere" lyrische poëzie en ging teksten schrijven voor volksliederen. 
Hij schreef liedteksten voor bekende componisten als Manos Hadjidakis, Mikis Theodorakis, Stavros Xarchakos, Dimos Moutsis, Loukianos Kilaidonis, Christodoulos Chalaris en Eleni Karaindrou. Nana Mouskouri zong veel van zijn liedteksten en droeg daarmee bij aan zijn bekendheid.
Zijn werk is verzameld in het boek Ola ta tragoudia (Patakis, 1999).
Gatsos werd medewerker van de Griekse nationale radio-omroep en bracht frequente bezoeken aan (literaire) kroegen waar hij jonge dichters en andere bezoekers ontmoette, hun werk las, en ze inspireerde en aanmoedigde. Hij overleed in 1992.
- Bibsys: 99004153
- Biblioteca Nacional de España: XX1036457
- Bibliothèque nationale de France: cb13531939t (data)
- Digitale Bibliotheek voor de Nederlandse Letteren: gats001
- Gemeinsame Normdatei: 138054215
- International Standard Name Identifier: 0000 0000 7688 953X
- Library of Congress Control Number: n86015789
- MusicBrainz: b44528af-4c9f-4920-a562-5934ee5912aa
- Nationale Bibliotheek van Israël: 987007349106305171
- Nederlandse Thesaurus van Auteursnamen: 121085163
- Réseau des bibliothèques de Suisse occidentale: 02-A021918750
- Istituto Centrale per il Catalogo Unico: MILV183435
- LIBRIS: 252648
- Système universitaire de documentation: 086133608
- Virtual International Authority File: 2632295
- WorldCat: E39PBJmxWjD3hbvbPjvtbfW4bd